# Рубуль Варфоломій Вікентійович
Варфоломій Вікентійович Рубуль (Рубуліс) (латис. Varfolomejs Rubulis, 11 серпня 1899, волость Резнас Ліфляндської губернії, тепер Латвія — 7 жовтня 1969, місто Лудза, тепер Латвія) — латиський радянський діяч, голова Лудзенського тимчасового повітового виконкому. Депутат Верховної ради СРСР 1-го скликання (1941—1946).

## Життєпис
З 1919 по 1921 рік — у Червоній армії. Служив у Гжатському запасному батальйоні, потім у Латвійській стрілецькій дивізії. Воював проти білогвардійських військ Денікіна та Врангеля. Після закінчення громадянської війни в Росії повернувся до Латвії.
Член Комуністичної партії Латвії з 1931 року. Належав до Каунатської підпільної організації КПЛ.
У вересні 1932 року заарештований латвійською владою, засуджений до 6 років і 9 місяців ув'язнення. У 1938 році амністований.
Після окупації Латвії СРСР у 1940 році — секретар Лудзенського повітового комітету КП Латвії.
У 1940—1941 роках — голова тимчасового виконавчого комітету Лудзенської повітової ради; заступник голови виконавчого комітету Лудзенської повітової ради депутатів трудящих.
Під час німецько-радянської війни, з 1941 року служив у 2-му винищувальному батальйоні Червоної армії. З 1942 року був у складі 3-го партизанського загону партизанського полку «За Радянську Латвію», перебував на підпільній роботі, служив у партизанській бригаді Герасимова на території Білорусі.
У 1943—1944 роках — член Латгальського підпільного комітету Комуністичної партії (більшовиків) Латвії, редактор газети «Тайснеіба».
У 1944—1945 роках — 2-й секретар Резекненського повітового комітету КП(б) Латвії.
У 1945—1950 роках працював у Міністерстві фінансів Латвійської РСР.
У 1950—1955 роках — заступник голови виконавчого комітету Тукумської районної ради депутатів трудящих.
У 1955—1963 роках — секретар Зілупського районного комітету КП Латвії; секретар Салдуського районного комітету КП Латвії.
З 1963 року — персональний пенсіонер.
Помер 7 жовтня 1969 року в місті Лудза (Латвія).

## Нагороди
- орден Червоного Прапора (16.01.1944)
- орден «Знак Пошани»
- медалі